# Jakob von Simonowicz
Jakob von Simonowicz (28. prosince 1827 Černovice – 24. července 1905 Černovice) byl rakouský soudce a politik z Bukoviny, v 60. letech 19. století poslanec rakouské Říšské rady.

## Biografie
Byl radou zemského soudu v Černovicích, později prezidentem vrchního zemského soudu. Byl mu udělen Řád Františka Josefa a Císařský rakouský řád Leopoldův. Narodil se v Černovicích, kde vystudoval gymnázium. Pak studoval na Vídeňské univerzitě. Uváděno též, že studoval na Lvovské univerzitě. Roku 1852 nastoupil do státní služby jako auskultant u zemského soudu v Černovicích. Brzy se stal soudním adjunktem v Siretu. Byl pak po jistou dobu substitutem státního návladního, potom byl ustanoven prozatímním a roku 1868 řádným radou zemského soudu v Černovicích. Jeho profesní dráha vyvrcholila roku 1887 postem prezidenta vrchního zemského soudu ve Lvově. Do penze odešel roku 1894. V lednu 1905 byl navržen do státního soudního dvora.
V 60. letech se s obnovou ústavního systému vlády zapojil i do vysoké politiky. V zemských volbách byl zvolen na Bukovinský zemský sněm, kde zastupoval kurii velkostatkářskou. Působil také coby poslanec Říšské rady (celostátního parlamentu Rakouského císařství), kam ho delegoval Bukovinský zemský sněm roku 1864 (Říšská rada tehdy ještě byla volena nepřímo, coby sbor delegátů zemských sněmů). 12. listopadu 1864 složil slib. Opětovně byl zemským sněmem do Říšské rady vyslán roku 1867. V době svého působení ve vídeňském parlamentu se uvádí jako rytíř Jakob von Simonowicz, rada zemského soudu v Černovicích.
Zemřel v červenci 1905.